# Anna Nicole Smith
Anna Nicole Smith, vlastním jménem Vicki Lynn Marshall (28. listopadu 1967 Houston, Texas – 8. února 2007 Hollywood, Florida), byla americká filmová herečka, modelka a celebrita.
Proslavila se jako Playmate, ale největší publicity se dočkala, když uzavřela sňatek s miliardářem J. Howardem Marshallem, který zemřel čtrnáct měsíců po svatbě ve věku devadesáti let. Od té chvíle vedla vleklé soudní spory o majetek s nevlastními dětmi.
Hrála menší role ve filmech Záskok (1994), Bláznivá střela 33 a 1/3: Poslední trapas (1994, za svůj výkon obdržela Zlatou malinu pro nejhorší debutantku) a Buď v klidu (2005), hlavní hrdinku ztvárnila v akčním thrilleru Do krajnosti (1995).
Dne 8. února 2007 ji našli v hotelovém pokoji v bezvědomí, nepodařilo se ji přivést k životu. Nad tím, jak zemřela, se vznášela řada otazníků. Nakonec se zjistilo, že zemřela na předávkování léky.
Skladatel Mark Anthony Turnage a libretista Richard Thomas na námět jejího života napsali operu Anna Nicole, která měla premiéru 17. února 2011 v Royal Opera House v Londýně. Režisérka Mary Harronová o ní v roce 2013 natočila životopisný film Anna Nicole.